# Pambukovica
Pambukovica (en serbe cyrillique : Памбуковица) est un village de Serbie situé dans la municipalité d’Ub, district de Kolubara. Au recensement de 2011, il comptait 998 habitants.
Pambukovica est situé sur les bords de l'Ub, un affluent de la Tamnava.

## Démographie

### Évolution historique de la population
| 1948  | 1953  | 1961  | 1971  | 1981  | 1991  | 2002  | 2011 |
| ----- | ----- | ----- | ----- | ----- | ----- | ----- | ---- |
| 1 725 | 1 839 | 1 833 | 1 752 | 1 627 | 1 424 | 1 173 | 998  |

|  |